# Comuna de Liszki
Liszki (polaco: Gmina Liszki) é uma gminy (comuna) na Polónia, na voivodia de Pequena Polónia e no condado de Krakowski. A sede do condado é a cidade de Liszki.
De acordo com os censos de 2006, a comuna tem 15 682 habitantes, com uma densidade 216 hab/km².

## Área
Estende-se por uma área de 72,03 km², incluindo:
- área agrícola: 82%
- área florestal: 5%

## Demografia
Dados de 31 de Dezembro de 2005:
|                      | Total   | Total | Mulheres | Mulheres | Homens  | Homens |
| -------------------- | ------- | ----- | -------- | -------- | ------- | ------ |
|                      | pessoas | %     | pessoas  | %        | pessoas | %      |
| População            | 15 594  | 100   | 7941     | 51       | 7653    | 49     |
| Densidade (pop./km²) | 216     | 100   | 110,2    | 110,2    | 105,8   | 105,8  |

De acordo com dados de 2002, o rendimento médio per capita ascendia a 1255,44 zł.